# الرحلة - مذكرات آدمي (كتاب)
كتاب الرحلة - مذكرات آدمي هو مؤلف للمفكر والسياسي التونسي والمعارض السابق لنظام بنعلي وأول رئيس بعد الثورة التونسية المنصف المرزوقي، يضمن الكتاب سبعة أجزاء، الخمسة الأولى طبعت في عام 2002، تحت العناوين التالية «الإحرام، العالم، الطريق، المغامرون، الملحمة»، والجزئين الأخيرين هما «الغريب، والرؤيا»، أضافهما سنة 2010 ليكتمل بناء وتدوين عمل الرحلة.

## عن تحديد صنف العمل في الخزانة الفكرية

غلاف (الطبعة الثانية) لكتاب: الرحلة - مذكرات آدمي، الذي صدر في يناير 2015.

يصعب تصنيف هذا العمل، فقد اختلف القراء والنقاد منهم في تحديد نوعية هذ العمل، بين السيرة الذاتية وكتاب مذكرات.
كتاب الرحلة يحتوي على استفاضات سياسية وفكرية واسعة، ولهذا فهو ليس بالسيرة الذاتية، ققد استعمل المرزوفي في كتاب الرحلة تقنيات الرواية والقصة والمسرح، من خلال القص والسرد والحوار، وتنوع أصوات السارد، أو الراوي، أو المعلّق على الأحداث. ونجد تعددا في رواية بعض الأحداث، وتداخلا واضحا بين أزمنة السرد والقص.

## رحلة البحث عن الذات
الكتاب هو عبارة عن تجربة ذاتية لرحلة المرزوقي في عالم البحث عن الذات، وفي حقيقة الأمر فالرحلة تثير الكثير من التأمل في نفس قارئها، فالكتاب جاء بطريقة بوهيمية وبشيء من الفوضى الخلاقة، فالكتاب يصعب تصنيفه ولا يخضع لأي من قوانين الكتابة المعهودة، فهو كتاب قد يقبل به الأدب أو الفلسفة أو حتى العلوم الإنسانية، وفي نفس الوقت قد يطرد منها، على اعتباره جنساً هجيناً لا يخضع إلا قوانين الكتابة ولاينتمي لأي حقل معرفي بضوابطه المعترف به. وكأنه إسقاط على سيرة مؤلفه، الذي رفض بدوره أن يسجن نفسه في حدود تكنوقراطية المهنة كزملائه، وتجاوزها إلى أبعد الحدود بالنضال الحقوقي إلى الكتابة العلمية والأدبية والفكرية والسياسية والفلسفية، والتأمل والتفكير على حد تعبيره، ليتوسع في إدراك عالم الإنسان، وعمقه ليفهم حياته الشخصية، إنه تعبير عن دواخل بوهيمية، جعلته عصيا على الخضوع إلى منظومة الإستبداد، إنه كتاب يحاول تنظيم هذه الفوضى التي تعيش في اللاوعي من داخل كل إنسان ادراك مكامنها، وهي عصية على الخضوع.
إن الكتاب هو رحلة غجرية تسرد للقاريء تجربة شخصية في رحلة البحث عن الدرب، وكأن الكاتب يريد أن يقول أن لكل إنسان رحلته الخاصة في البحث عن الدرب حيث الذات، أو كما يسميه الغجر «إلكامينو».

## مقالات ذات صلة
- الانتقال الديمقراطي في تونس
- المنصف المرزوقي
- قائمة مؤلفات منصف المرزوقي